# Evo Morales
Juan Evo Morales Ayma, bolivijski politik, * 26. oktober 1959, Isallavi, Bolivija.
Po izvolitvi leta 2005 je postal prvi staroselski predsednik v Južni Ameriki.
Morales je bil od 22. januarja 2006 predsednik Bolivije. Po zmagi na volitvah leta 2019 je zaradi očitkov o nepoštenih volitvah odstopil s položaja.